# 마더스 데이 (2016년 영화)
《마더스 데이》(영어: Mother's Day)는 미국에서 제작된 게리 마셜 감독의 2016년 로맨틱 코미디 드라마 영화이다. 제니퍼 애니스턴 등이 출연하였고, 브랜트 앤더슨 등이 제작에 참여하였다. 마셜이 2016년 7월 사망하기 전 감독한 마지막 영화이다.
2016년 4월 29일 미국에서 오픈 로드 필름스를 통해 극장 개봉하였다.

## 출연진
- 제니퍼 애니스턴
- 케이트 허드슨
- 줄리아 로버츠
- 제이슨 수데이키스
- 티머시 올리펀트
- 셰이 미첼
- 브릿 로버트슨
- 잭 화이트홀
- 헥터 엘리존도
- 마고 마틴데일
- 세라 초크
- 로버트 파인
- 아시프 만드비
- 존 러비츠
- 로니 러브
- 샌드라 테일러
- 엘라 앤더슨
- 그레이슨 러셀
- 제니퍼 가너
- 오언 버캐로
- 크리스틴 레이킨
- 래리 밀러
- 숀 오브라이언

## 기타 제작진
- 의상: 매릴린 밴스